# Noël Jean-Baptiste Henri Alphonse Dumas
Pour les articles homonymes, voir Dumas.
 (janvier 2023).
Noël Jean-Baptiste Henri Alphonse Dumas, né le 26 décembre 1854 à Rouen et mort le 30 décembre 1943 dans le 7e arrondissement de Paris, est un général de division français dont le nom est associé à la Première Guerre mondiale.

## Biographie
(mai 2015).
Il est le petit-fils du savant et homme politique Jean-Baptiste Dumas.

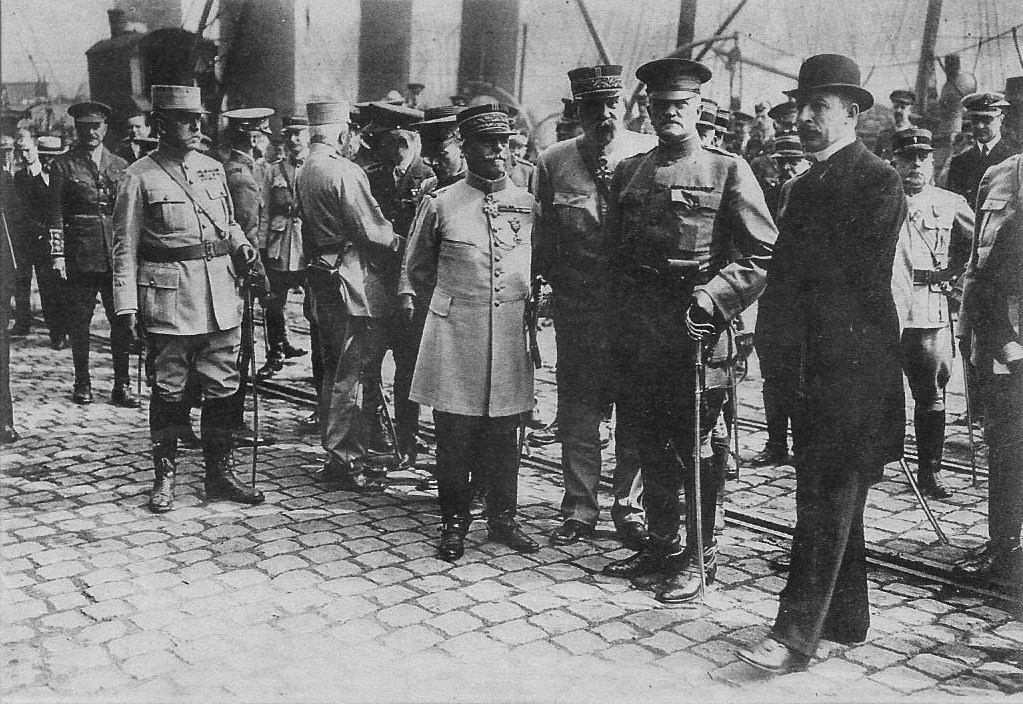
Accueil du général américain Pershing par le général Dumas (en uniforme clair au centre) au port de Boulogne, 1917.

## Grades
- 20/10/1874 : élève à l'École spéciale militaire de Saint-Cyr
- 22/09/1876 : sous-lieutenant
- 13/05/1881 : lieutenant
- 10/05/1887 : capitaine
- 23/03/1895 : chef de bataillon
- 30/12/1902 : lieutenant-colonel
- 24/12/1907 : colonel
- 19/12/1911 : général de brigade
- 30/08/1914 : général de division à titre temporaire
- 27/10/1914 : général de division

## Décorations
- Chevalier de l’ordre de Sainte-Anne de Russie (10 juin 1886)
- Chevalier de l'ordre de Charles III d'Espagne (7 juillet 1888)
- Officier d'académie (10 janvier 1892)
- Commandeur de l'ordre du Nichan Iftikhar ( Tunisie) (24 avril 1893)
- Officier de l'Ordre du Sauveur (Grèce) (6 février 1896)
- Commandeur de l'Ordre de Saint-Stanislas (Russie impériale)
- Commandeur de l'Ordre de l'Épée (Suède)
- Croix de guerre 1914–1918
- Grand officier de la Légion d'honneur (arrêté du 30 décembre 1917)[3]

## Postes
- 24/12/1907 : chef de corps du 34e régiment d'infanterie
- 21/09/1911 : commandant de la brigade de cavalerie Bis du  6e Corps d'Armée
- 01/10/1913 : commandant de la 28e Brigade d'Infanterie.
- 20/03/1914 :  commandant des subdivisions de région du Blanc, de Châteauroux, de Parthenay et de Poitiers.
- 02/08/1914 : commandant de la  17e Division d'Infanterie
- 01/09/1914 : commandant du 17e Corps d'Armée
- 21/05/1917 : commandant de la région Nord
- 10/07/1918 : commandant supérieur du Nord.
- 15/11/1918 : commandant de la  2e Région (Amiens)
- 01/02/1919 : placé dans la section de réserve

### Publications
- Neuf mois de campagnes à la suite du Maréchal Soult : quatre manœuvres de couverture en 1813-1814, Paris, Charles-Lavauzelle, [1907], 612 p. (lire en ligne)
- Un fourrier de Napoléon vers l'Inde. Le lieutenant Général Trezel, Paris, Henri Charles-Lavauzelle, 1915, 144 p.

### Illustrations
- Le capitaine Dumas
- Portrait du colonel Dumas

### Sources externes
- Ressource relative à la vie publique :   - base Léonore
- Notices d'autorité :   - VIAF
  - ISNI
  - BnF (données)
  - IdRef
  - LCCN
  - GND
  - Pays-Bas
  - Israël
  - NUKAT
  - WorldCat
- Dossier de Légion d'honneur du général Dumas.